# NGC 5425
NGC 5425 (другие обозначения — UGC 8933, MCG 8-26-1, ZWG 247.2, IRAS13588+4841, PGC 49889) — галактика в созвездии Большая Медведица.
Этот объект входит в число перечисленных в оригинальной редакции «Нового общего каталога».
В галактике вспыхнула сверхновая SN 2011ck типа IIP, её пиковая видимая звездная величина составила 15,9.